# Lijst van personen overleden in januari 2014
Dit is een lijst van bekende personen die zijn overleden in januari 2014.

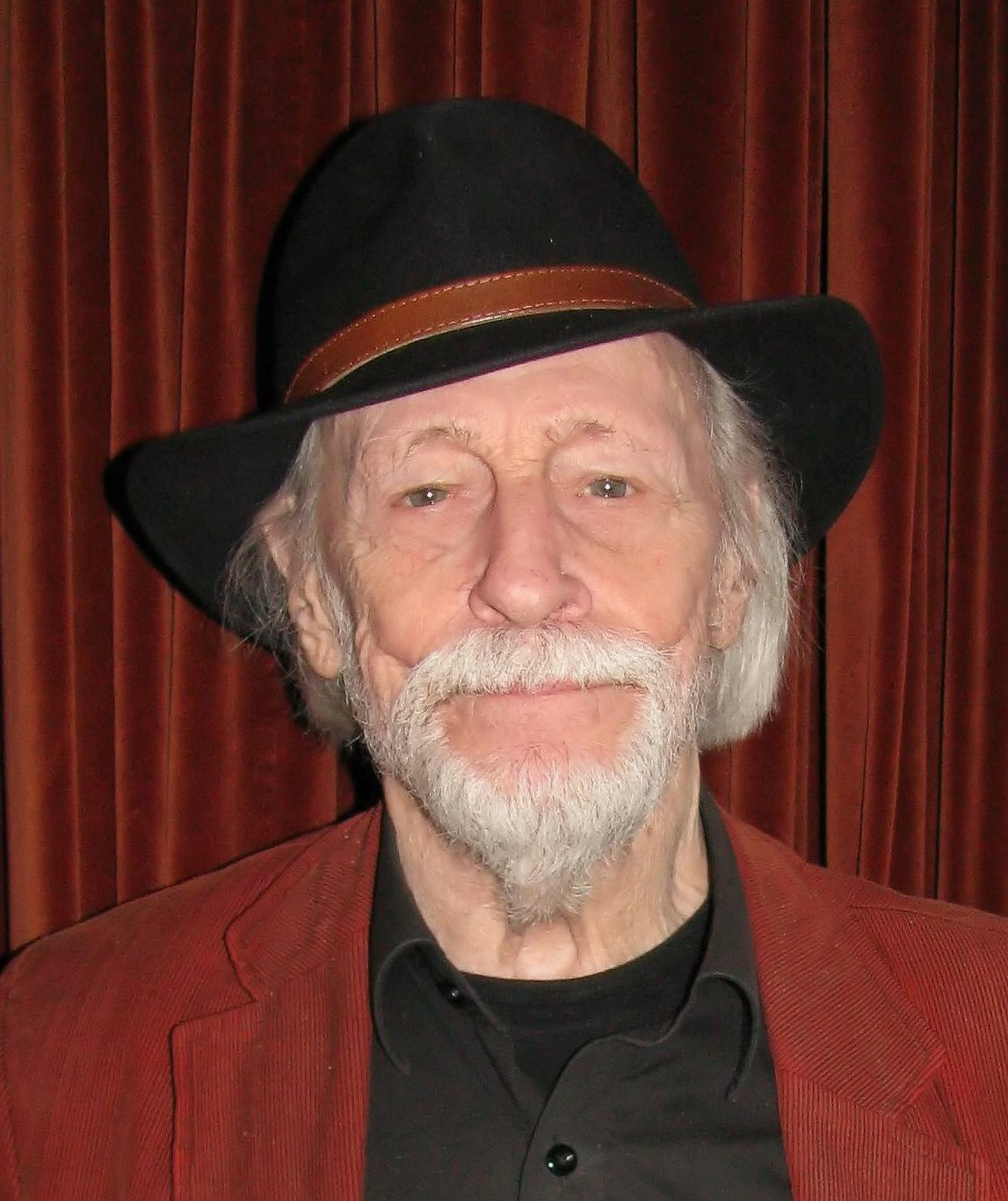
Herman Pieter de Boer
1 januari

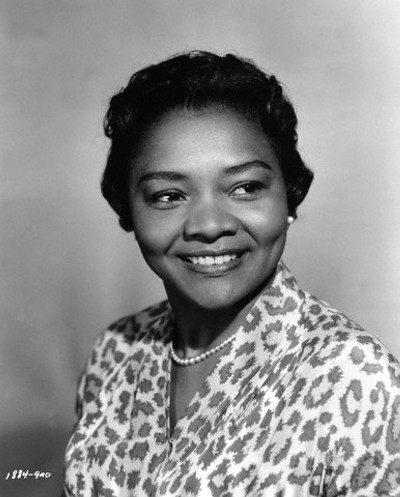
Juanita Moore
1 januari

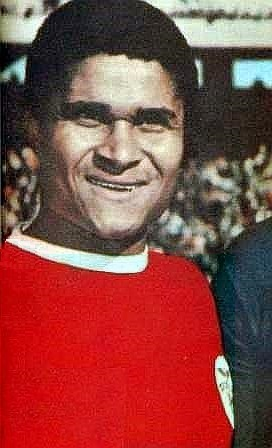
Eusébio
5 januari

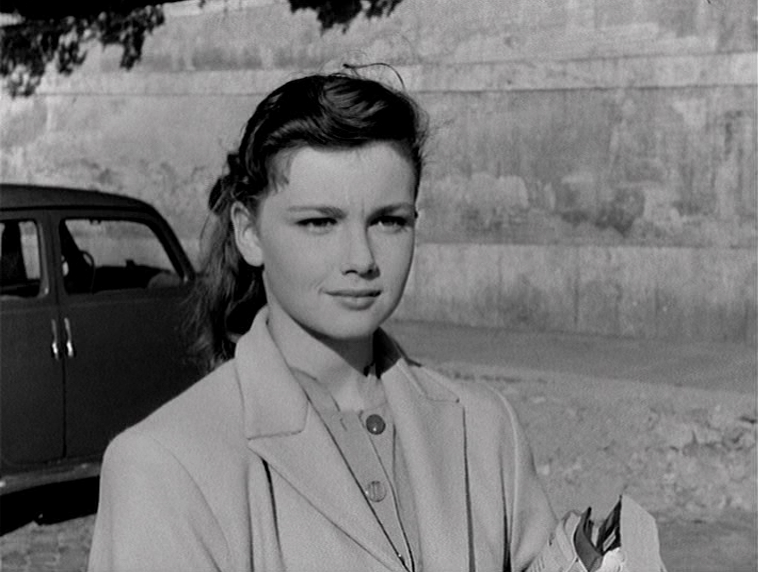
Lorella De Luca
9 januari

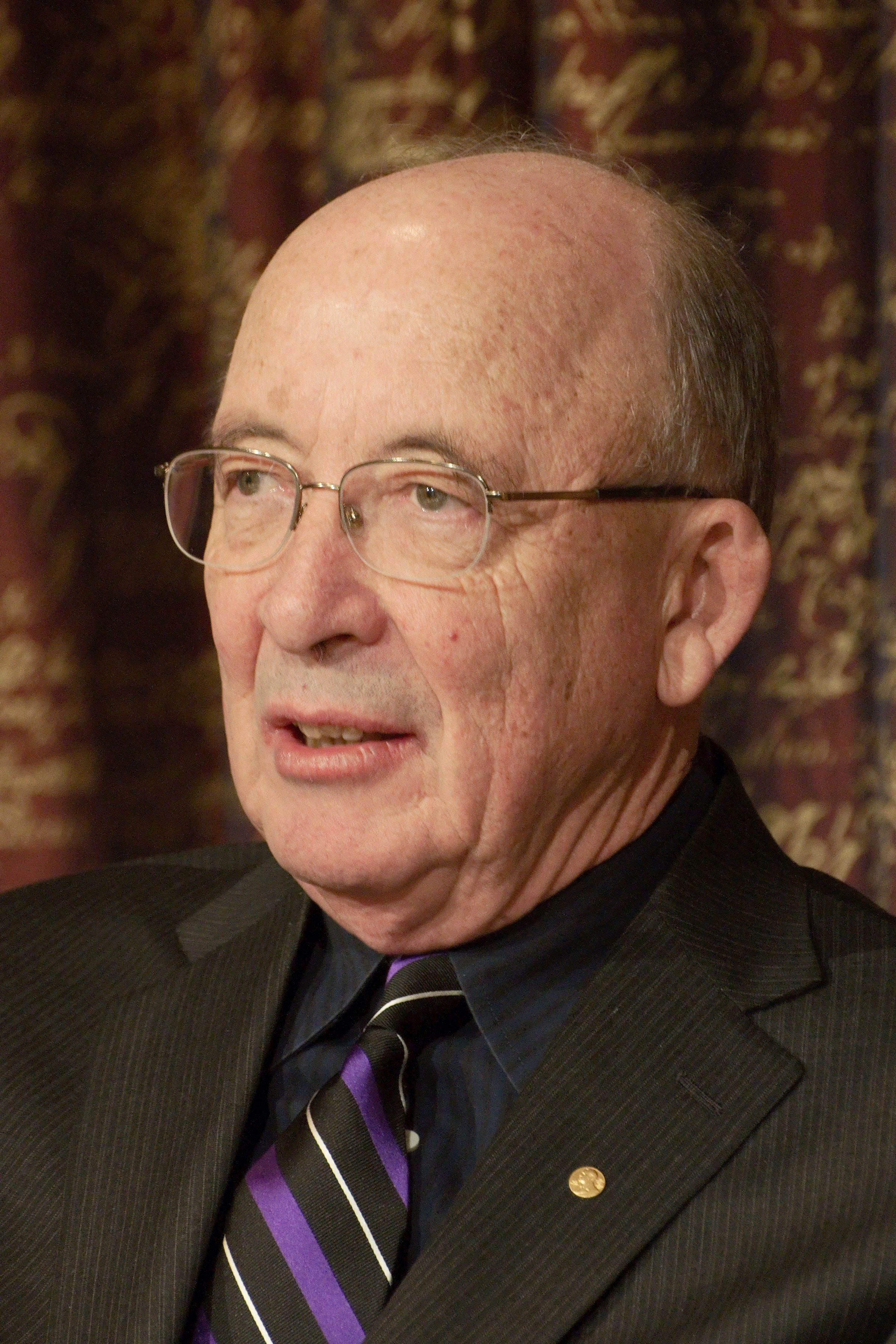
Dale Mortensen
9 januari

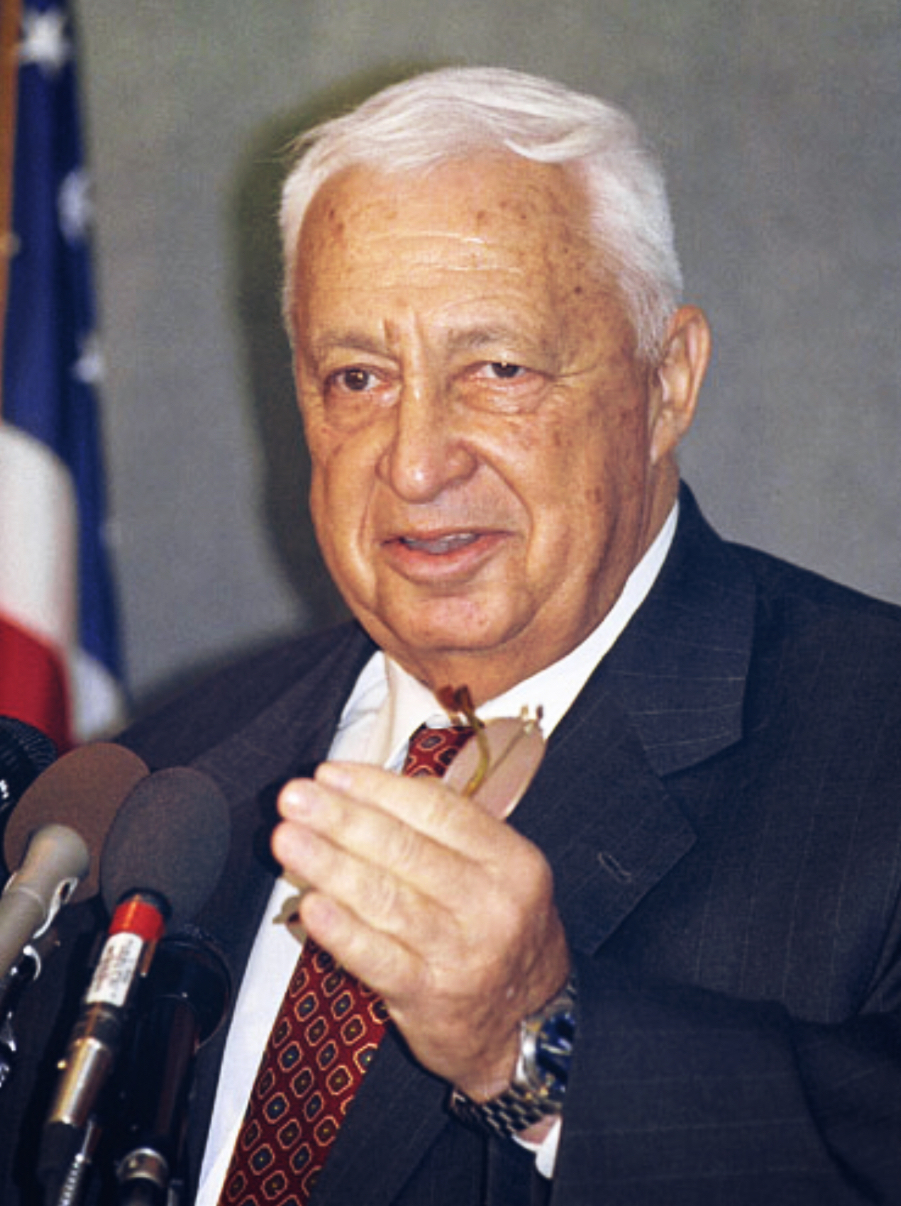
Ariel Sharon
11 januari

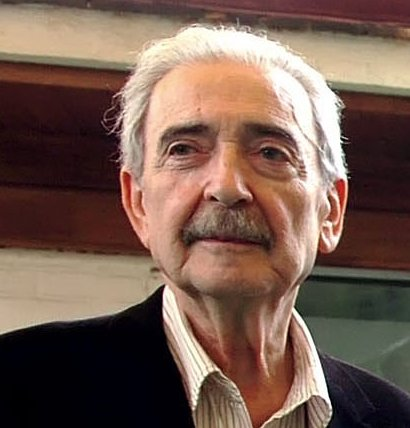
Juan Gelman
14 januari

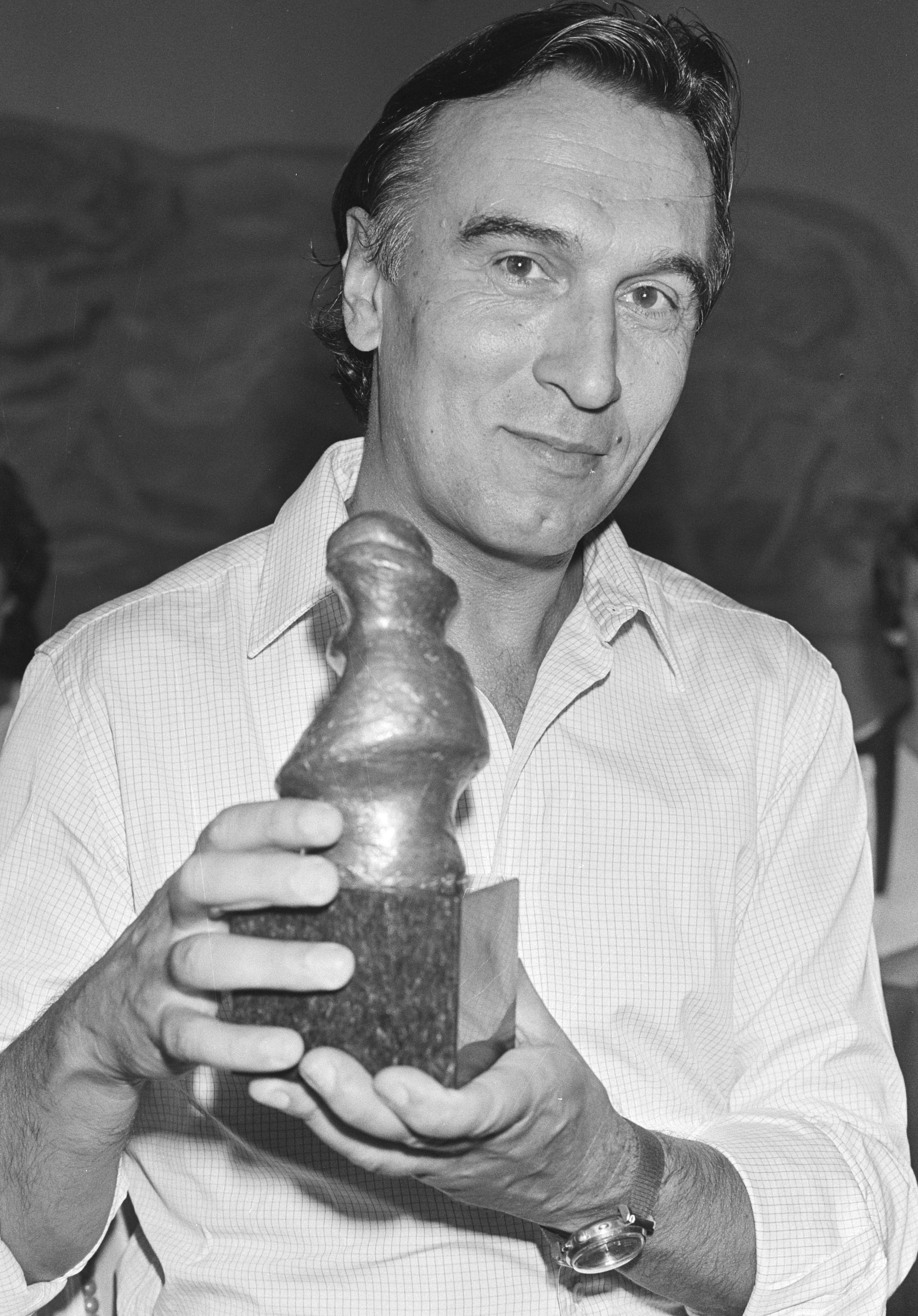
Claudio Abbado
20 januari

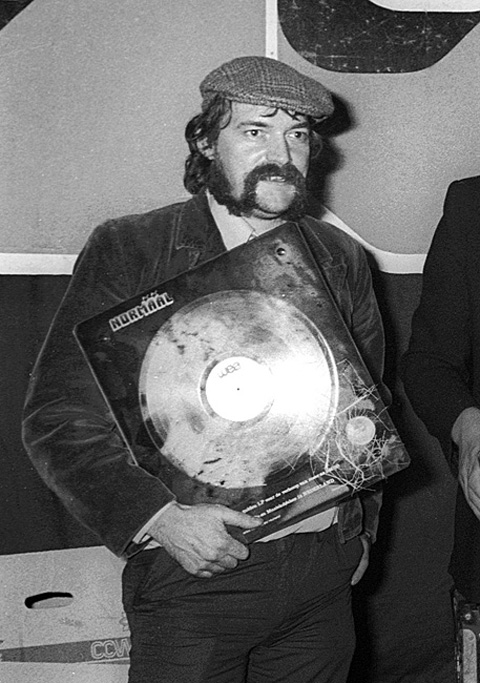
Jan Manschot
21 januari

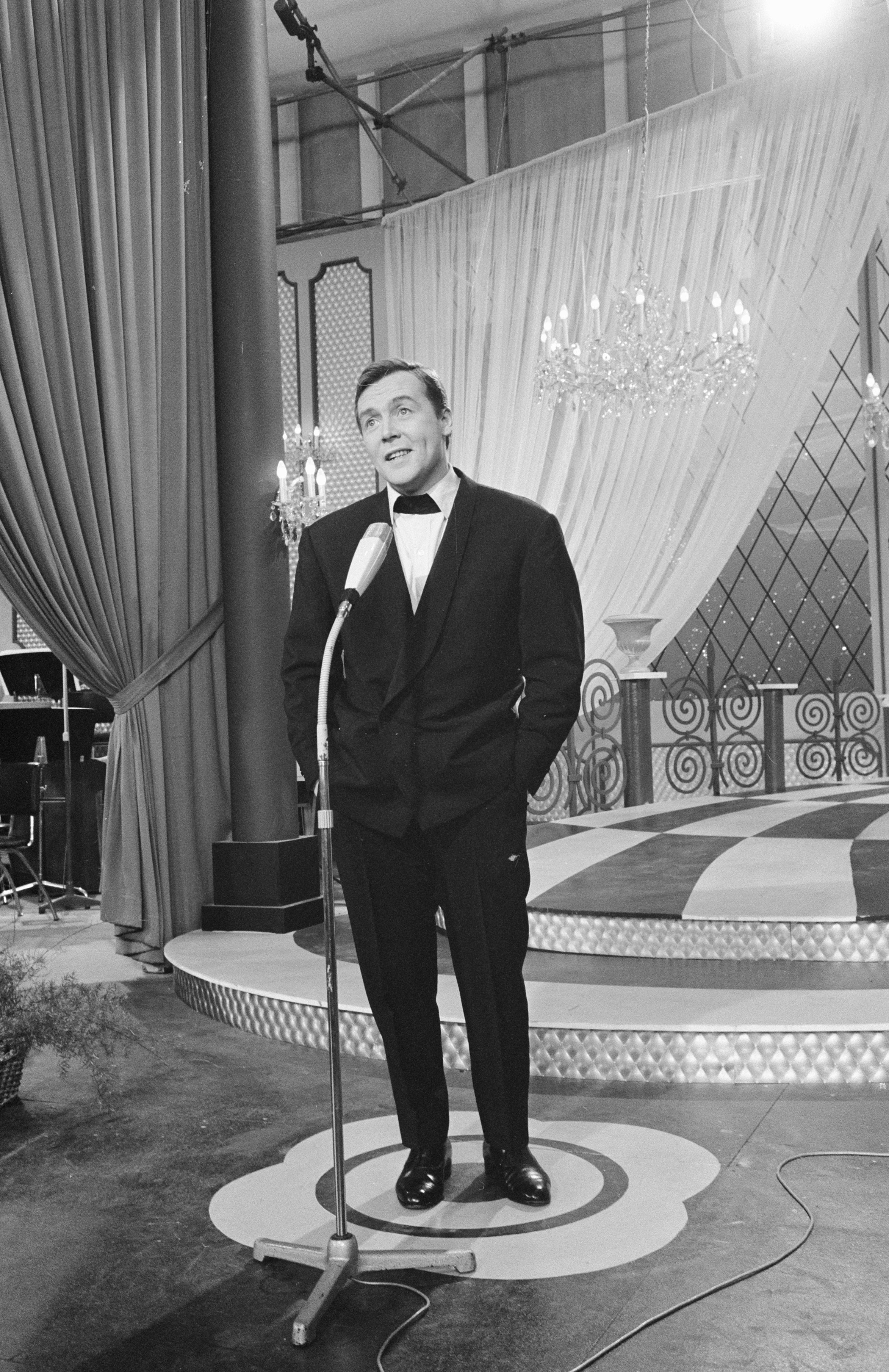
François Deguelt
22 januari

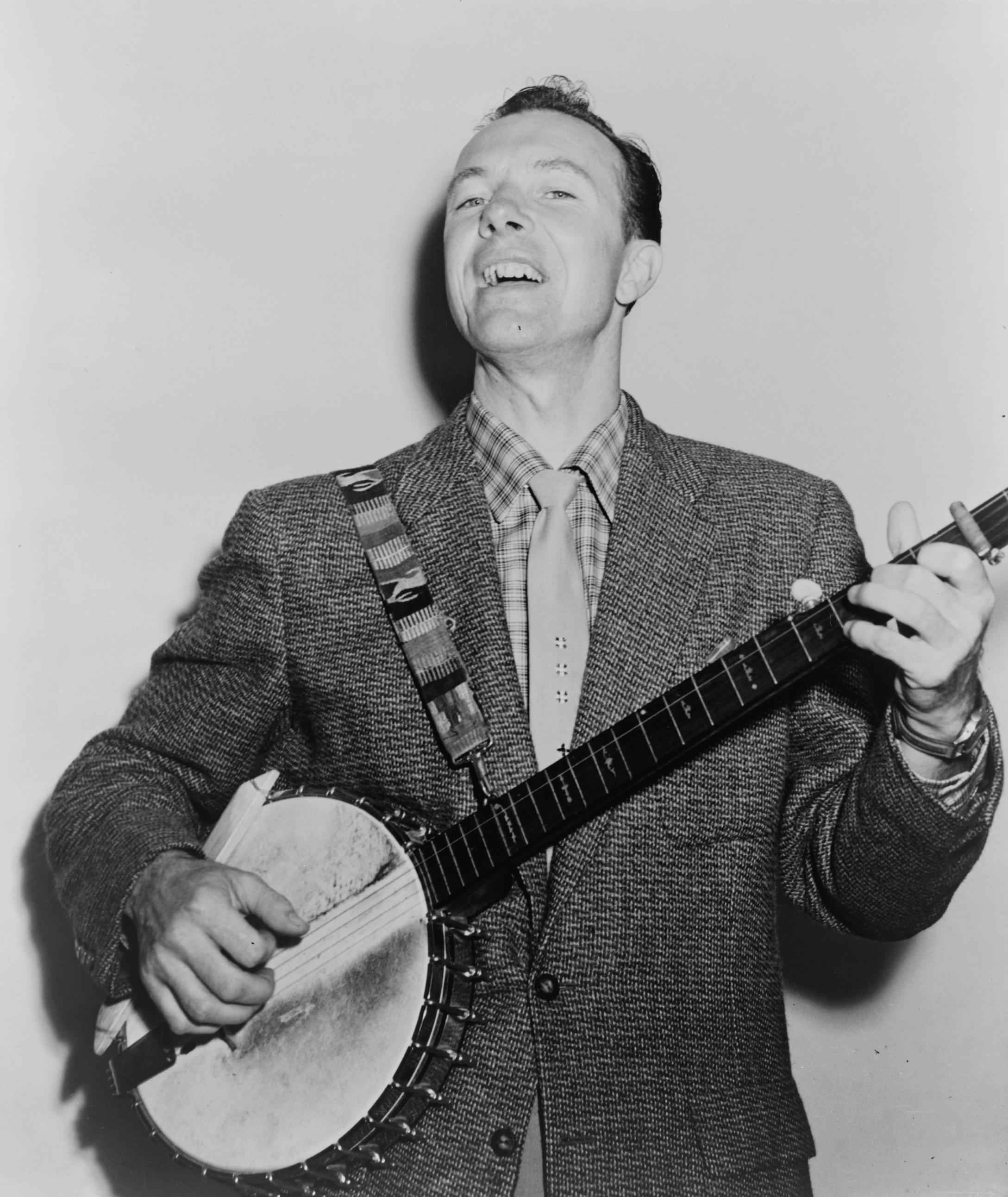
Pete Seeger
27 januari

| 1 | 2 | 3 | 4 | 5 | 6 | 7 | 8 | 9 | 10 | 11 | 12 | 13 | 14 | 15 | 16 | 17 | 18 | 19 | 20 | 21 | 22 | 23 | 24 | 25 | 26 | 27 | 28 | 29 | 30 | 31 |
| - | - | - | - | - | - | - | - | - | -- | -- | -- | -- | -- | -- | -- | -- | -- | -- | -- | -- | -- | -- | -- | -- | -- | -- | -- | -- | -- | -- |

### 1 januari
- Herman Pieter de Boer (85), Nederlands schrijver, liedjesschrijver en journalist[1]
- Milan Horvat (94), Kroatisch dirigent[2]
- Juanita Moore (99), Amerikaans actrice[3]
- Josep Seguer (90), Spaans voetballer[4]

### 2 januari
- Jeanne Brabants (93), Belgisch danseres, choreografe en danspedagoge[5]
- Norbert Van Broekhoven (67), Belgisch ondernemer en bestuurder[6]
- Elizabeth Jane Howard (90), Brits schrijfster[7]

### 3 januari
- Phil Everly (74), Amerikaans zanger en muzikant[8]
- Alicia Rhett (98), Amerikaans actrice[9]
- Leon de Wolff (65), Nederlands journalist, mediaconsultant en onderzoeker[10]
- Saul Zaentz (92), Amerikaans filmproducent[11]

### 4 januari
- Eva Ganizate (28), Frans operazangeres[12]

### 5 januari
- Eusébio (71), Mozambikaans-Portugees voetballer[13]
- Slamet Gundono (47), Indonesisch poppenspeler en kunstenaar[14]
- Brian Hart (77), Brits autocoureur en luchtvaartconstructeur[15]
- Charles Henri (65), Nederlands beeldhouwer en kunstschilder[16]
- Govert Huijser (82), Nederlands militair[17]
- Carmen Zapata (86), Amerikaans actrice[18]
- Mustapha Zitouni (85), Frans-Algerijns voetballer[19]

### 6 januari
- Larry D. Mann (91), Canadees-Amerikaans (stem)acteur[20]
- H. Owen Reed (103), Amerikaans componist, muziekpedagoog, musicoloog en dirigent[21]
- Rubbes (83), Belgisch reclameschilder en volksfiguur[22]
- Mónica Spear (29), Venezolaans model en actrice[23]

### 7 januari
- Emiel Pauwels (95), Belgisch atleet[24]
- Run Run Shaw (106), Chinees filmproducent[25]

### 8 januari
- Antonino Roman (74), Filipijns politicus[26]
- Irma Schuhmacher (88), Nederlands zwemster[27]
- Jo Smeets (90), Nederlands burgemeester[28]

### 9 januari
- Amiri Baraka (79), Amerikaans schrijver[29]
- Sonja Cantré (72), Belgisch omroepster[30]
- Lorella De Luca (73), Italiaans actrice[31]
- Dale Mortensen (74), Amerikaans wetenschapper en econoom[32]
- Eric Palante (50), Belgisch motorcrosser[33]

### 10 januari
- Jan De Bruyne (74), Belgisch radiojournalist[34]
- Vugar Gashimov (27), Azerbeidzjaans schaker[35]
- Frouwke Laning-Boersema (76), Nederlands politica[36]
- Zbigniew Messner (84), Pools econoom en politicus[37]
- Ian Redford (53), Schots voetballer[38]
- Allard van der Scheer (85), Nederlands acteur[39]

### 11 januari
- Arnoldo Foà (97), Italiaans acteur[40]
- Gerhard Frederik Sandberg (90), Nederlands archivaris[41]
- Ariel Sharon (85), Israëlisch politicus en militair[42]

### 12 januari
- Halet Çambel (97), Turks archeologe en schermster[43]
- Frank Marth (91), Amerikaans acteur[44]

### 13 januari
- Bobby Collins (82), Schots voetballer[45]
- Jean-François Fauchille (66), Frans rallynavigator[46]
- Kees IJmkers (89), Nederlands politicus[47]
- Johnny White (67), Belgisch zanger[48]

### 14 januari
- Fernand Brosius (79), Luxemburgs voetballer[49]
- Juan Gelman (83), Argentijns dichter[50]
- Auke Jelsma (80), Nederlands kerkhistoricus[51]
- Mae Young (90), Amerikaans professioneel worstelaarster[52]

### 15 januari
- John Dobson (98), Amerikaans amateurastronoom[53]

### 16 januari
- Russell Johnson (89), Amerikaans acteur[54]
- Hiroo Onoda (91), Japans militair[55]
- Henk Vroom (68),  Nederlands godsdienstfilosoof[56]

### 17 januari
- J.L.E.M. Hermans (72), Nederlands burgemeester[57]

### 18 januari
- Bob ten Hoope (93), Nederlands kunstschilder[58]
- Frans Vermeyen (70), Belgisch voetballer[59]

### 19 januari
- Bert Williams (93), Engels voetballer[60]

### 20 januari
- Claudio Abbado (80), Italiaans dirigent[61]
- James Jacks (66), Amerikaans filmproducent[62]
- John Mackey (96), Iers-Nieuw-Zeelands bisschop[63]
- Dick Mulder (94), Nederlands kerkbestuurder[64]
- Leen van de Velde (87), Nederlands voetballer[65]

### 21 januari
- Tony Crook (93), Brits autocoureur[66]
- Jan Manschot (66), Nederlands drummer[67]
- Mimi Peetermans (84), Belgisch presentatrice[68]
- Georgi Slavkov (55), Bulgaars voetballer[69]

### 22 januari
- François Deguelt (81), Frans zanger[70]

### 23 januari
- Franz Gabl (93), Oostenrijks alpineskiër[71]
- Riz Ortolani (87), Italiaans (film)componist en orkestrator[72]
- Jan Pesman (82), Nederlands schaatser[73]

### 24 januari
- Sjoelamit Aloni (85), Israëlisch politica en activiste[74]

### 25 januari
- Gyula Sax (62), Hongaars schaker[75]
- Hans Veerman (80), Nederlands acteur[76]
- Heini Halberstam (87), Brits wiskundige[77]

### 26 januari
- Stéphane Lovey (47), Zwitsers golfer[78]
- Milan Ružić (58), Kroatisch voetballer[79]
- Raymond Weil (88), Zwitsers ondernemer[80]

### 27 januari
- Edmond Classen (75), Nederlands acteur[81]
- Leen Jansen (83), Nederlands bokser[82]
- Pete Seeger (94), Amerikaans folkmusicus[83]
- Constance Wibaut (93), Nederlands beeldhouwer en modetekenaar[84]

### 28 januari
- Folkert Bulder (87), Nederlands burgemeester[85]

### 29 januari
- François Cavanna (90), Frans schrijver[86]
- Philippe Delaby (53), Belgisch striptekenaar[87]
- Ildefonso Santos jr. (84), Filipijns landschapsarchitect[88]

### 31 januari
- Hans Hubertus Bühmann (92), Duits boswachter en staatspoliticus[89]
- Francis M. Fesmire (54), Amerikaans arts[90]
- Miklós Jancsó (92), Hongaars filmregisseur[91]

1900 ·
1901 ·
1902 ·
1903 ·
1904 ·
1905 ·
1906 ·
1907 ·
1908 ·
1909 ·
1910 ·
1911 ·
1912 ·
1913 ·
1914 ·
1915 ·
1916 ·
1917 ·
1918 ·
1919 ·
1920 ·
1921 ·
1922 ·
1923 ·
1924 ·
1925 ·
1926 ·
1927 ·
1928 ·
1929 ·
1930 ·
1931 ·
1932 ·
1933 ·
1934 ·
1935 ·
1936 ·
1937 ·
1938 ·
1939 ·
1940 ·
1941 ·
1942 ·
1943 ·
1944 ·
1945 ·
1946 ·
1947 ·
1948 ·
1949 ·
1950 ·
1951 ·
1952 ·
1953 ·
1954 ·
1955 ·
1956 ·
1957 ·
1958 ·
1959 ·
1960 ·
1961 ·
1962 ·
1963 ·
1964 ·
1965 ·
1966 ·
1967 ·
1968 ·
1969 ·
1970 ·
1971 ·
1972 ·
1973 ·
1974 ·
1975 ·
1976 ·
1977 ·
1978 ·
1979 ·
1980 ·
1981 ·
1982 ·
1983 ·
1984 ·
1985 ·
1986 ·
1987 ·
1988 ·
1989 ·
1990 ·
1991 ·
1992 ·
1993 ·
1994 ·
1995 ·
1996 ·
1997 ·
1998 ·
1999 ·
2000 ·
2001 ·
2002 ·
2003 ·
2004 ·
2005 ·
2006 ·
2007 ·
2008 ·
2009 ·
2010 ·
2011 ·
2012 ·
2013 ·
2014 ·
2015 ·
2016 ·
2017 ·
2018 ·
2019 ·
2020 ·
2021 ·
2022 ·
2023 ·
2024 ·
2025